# 李安磊
李安磊（1959年—），男，陕西人，中国电影录音师，八一电影制片厂录音师，中国电影金鸡奖最佳录音。